# オレ・ヤコブ・ブロッホ

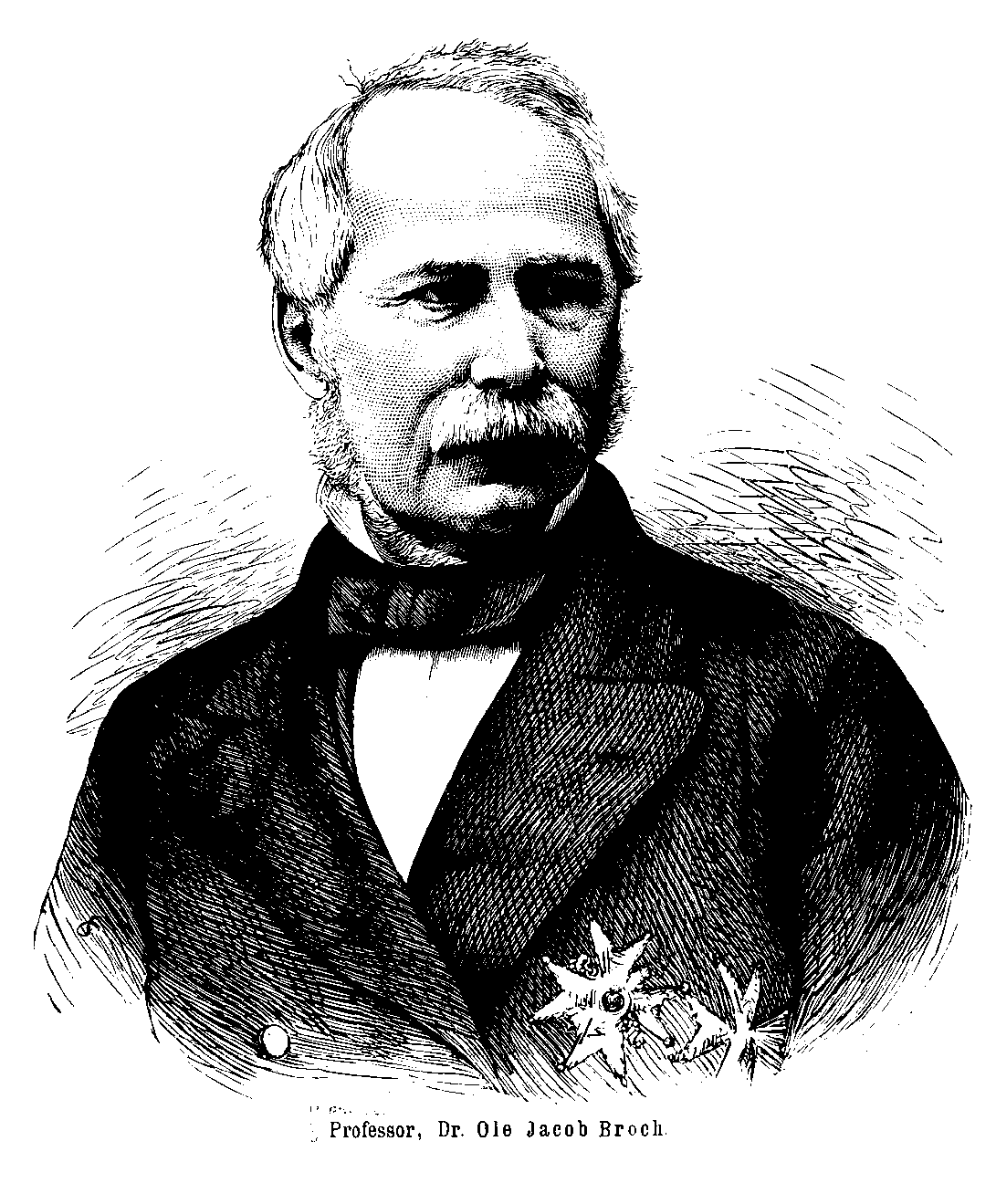
オレ・ヤコブ・ブロッホ

オレ・ヤコブ・ブロッホ（Ole Jacob Broch、1818年1月14日 - 1889年2月5日）は、ノルウェーの数学者、物理学者、経済学者、政治家である。

## 人物
ブロッホは、兵站部将校Johan Jørgen Broch（1791年-1860年）とJensine Laurentze Bentzen（1790年-1877年）の子として、フレドリクスタで生まれた。弟は東洋学者のイェンス・ペーター・ブロッホである。彼は早い時期に数学の才能を示し、クリスチャニア（現在のオスロ）で学んだ後、国外へ遊学した。パリ、ベルリン、ケーニヒスベルクでの研究を通して、彼は光学と統計学にも興味を持った。
ノルウェーに戻った後、彼は友人であり同僚のハートウィグ・ニッセンと協力して、1843年に自然科学と現代語を重視したハートウィグ・ニッセン学校を設立した。1847年に博士号を修得した後、彼はニッセンと仕事をするために辞任した大学の地位に戻った。 彼はまた、陸軍士官学校で教鞭をとり、1847年にスカンジナビア初の生命保険会社であるヤンシーデを設立した。
ブロッホはクリスチャニアの地方政治家として政界入りし、1862-69年に議会で市を代表した。1869年に、彼はフレデリック・スタングの第1次内閣で海軍大臣に任命された。 1871-72年にストックホルム国務院評議員に就任した後、1872年に海軍大臣に戻った。彼は、政府閣僚の議会への干渉についての同僚との意見の違いにより辞任した。その後、彼の関心は国際的な仕事に変わった。 彼は1879年にフランス・セーヴルにある国際度量衡局のメンバーに、1883年に局長になった。この仕事はブロッホの人生の大部分を占めていたが、1884年に彼はノルウェーに、内閣を立ち上げるために呼び戻された。クリスチャン・ホーマン・シュバイガードの4月閣僚会議の崩壊を引き起こした憲法的危機により、新たな首相の要求がもたらされた。ブロッホは組閣に失敗し、フランスに戻り、数年後に死亡した。
ブロッホは科学的、政治的な仕事でいくつかの栄誉を受けた。彼は1849年にノルウェー王立学術院の会員となり、1879年に聖オーラヴ勲章大十字章を受けた。国際的には、彼はフランスのレジオンドヌール勲章グラントフィシエ、スウェーデンの北極星勲章大十字章を受章している。
スヴァールバルの北東島の北にあるブロッコイア島は、彼の名にちなんで名づけられている。